# Erik Gustaf Lindencrona
Erik Gustaf Lindencrona, född 14 november 1738 i Ystad, död 21 juli 1808 i Stockholm, var en svensk ämbetsman. Han var son till Per Gudmund Lindencrona och far till Ulrik Gustaf Lindencrona.
Lindencrona blev auskultant i Göta hovrätt 1755 och auditör vid Västgötadals regemente 1758. Han blev hovjunkare 1766, vice fiskal i Göta hovrätt 1769 och häradshövding i Kinnefjärdings, Kinne, Kållands, Åse, Viste och Skånings häraders domsaga inom Västergötland 1769. Lindencrona, som tilldelades lagmans titel 1775, blev landshövding i Västernorrlands län 1796. Han blev riddare av Nordstjärneorden 1805 och erhöll avsked 1807.